# Clydonodozus
Clydonodozus är ett släkte av tvåvingar. Clydonodozus ingår i familjen småharkrankar.

## Arter inomClydonodozus[1]
- Clydonodozus abyssinicus
- Clydonodozus alexanderi
- Clydonodozus angustifasciatus
- Clydonodozus brevicellulus
- Clydonodozus cinereithorax
- Clydonodozus curvinervis
- Clydonodozus fulvithorax
- Clydonodozus fumicostatus
- Clydonodozus griseiceps
- Clydonodozus guttatipennis
- Clydonodozus interruptus
- Clydonodozus multistriatus
- Clydonodozus neavei
- Clydonodozus nilgiricus
- Clydonodozus pallens
- Clydonodozus pallidistigma
- Clydonodozus phaeosoma
- Clydonodozus puncticosta
- Clydonodozus punctulatus
- Clydonodozus scalaris
- Clydonodozus schoutedeni
- Clydonodozus stuckenbergi
- Clydonodozus xanthopterus